# Цукисима (станция)

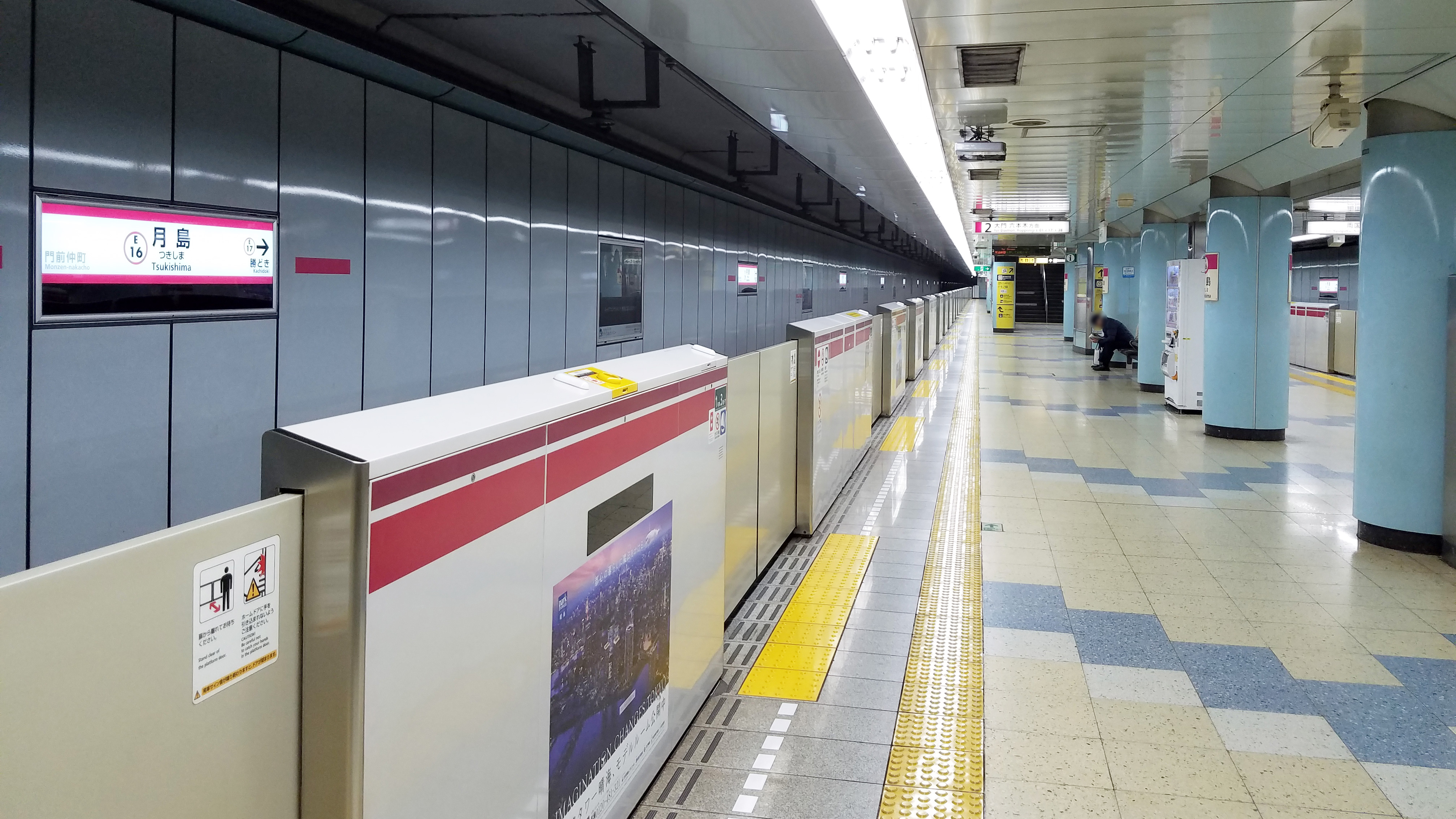
Платформа линии Оэдо

Станция Цукисима (яп. 月島駅 цукисима эки) — железнодорожная станция на линиях Оэдо и Юракутё расположенная в специальном районе Тюо, Токио. Станция обозначена номером E-16 на линии Оэдо и номером Y-21 на линии Юракутё. На станции установлены автоматические платформенные ворота.

## Планировка станции

### Tokyo Metro
Одна платформа островного типа и 2 пути.
| 1 | ○ Линия Юракутё | Тоёсу, Тацуми, Син-Киба                         |
| 2 | ○ Линия Юракутё | Нагататё, Икэбукуро, Вакоси, Синрин-Коэн, Ханно |

### Toei
Одна платформа островного типа и 2 пути.
| 1 | ○ Линия Оэдо | Рёгоку, Иидабаси, Хигаси-Синдзюку       |
| 2 | ○ Линия Оэдо | Даймон, Роппонги, Синдзюку, Хикаригаока |

## Близлежащие станции
| «              |                | Линия         |               | »             |
| Линия Юракутё  | Линия Юракутё  | Линия Юракутё | Линия Юракутё | Линия Юракутё |
| -------------- | -------------- | ------------- | ------------- | ------------- |
| Синтомитё      | Синтомитё      | -             | Тоёсу         | Тоёсу         |
| Линия Оэдо     |                |               |               |               |
| Мондзэн-Накатё | Мондзэн-Накатё | -             | Катидоки      | Катидоки      |